# Messenger of the Gods: The Singles Collection
Messenger of the Gods: The Singles Collection is een verzamelalbum van Queen-zanger Freddie Mercury, bestaande uit alle singles uit zijn solocarrière. Het album wordt op 2 september 2016 uitgebracht, drie dagen voor wat zijn 70e verjaardag zou zijn. Naast een compilatiealbum op cd wordt er ook een boxset uitgebracht met alle 13 singles op vinyl.

## Tracklist
Alle nummers geschreven door Freddie Mercury, tenzij anders aangegeven.

### Cd
Disc 1 - The Singles
1. "Living on My Own" (singleversie) - 3:05
2. "The Great Pretender" (Buck Ram) - 3:25
3. "In My Defence" (Dave Clark/David Soames/Jeff Daniels) - 3:54
4. "Love Kills" (Mercury/Giorgio Moroder) - 4:28
5. "Barcelona" (singleversie) (Mercury/Mike Moran) - 4:25
6. "Made in Heaven" (singleversie) - 4:08
7. "Time" (Clark/Daniels) - 4:01
8. "Love Me Like There's No Tomorrow" - 3:46
9. "I Was Born to Love You" - 3:39
10. "The Golden Boy" (singleversie) (Mercury/Moran/Tim Rice) - 5:14
11. "I Can Hear Music" (als Larry Lurex) (Jeff Barry/Ellie Greenwich/Phil Spector) - 3:24
12. "How Can I Go On" (singleversie) (Mercury/Moran) - 4:02
13. "Living on My Own (No More Brothers Remix)" - 3:40

Disc 2 - The B-Sides
1. "Goin' Back" (Gerry Goffin/Carole King) - 3:32
2. "Let's Turn It On" - 3:42
3. "My Love Is Dangerous" - 3:39
4. "She Blows Hot and Cold" - 3:39
5. "Living on My Own (Julian Raymond Album Mix)" - 3:37
6. "Stop All the Fighting" - 3:18
7. "Time (Instrumental)" (Clark/Daniels) - 3:22
8. "Exercises in Free Love (Freddie Vocal)" (Mercury/Moran) - 3:59
9. "Exercises in Free Love (Montserrat Vocal)" (Mercury/Moran) - 4:04
10. "The Fallen Priest (B-Side Edit)" (Mercury/Moran/Rice) - 2:55
11. "Overture Piccante" (Mercury/Moran) - 6:40
12. "Love Kills (Wolf Euro Mix)" (Mercury/Moroder) - 3:27

### Vinyl
Disc 1 (I Can Hear Music; als Larry Lurex)
1. "I Can Hear Music" (Barry/Greenwich/Spector) - 3:24
2. "Goin' Back" (Goffin/King) - 3:32

Disc 2 (Love Kills)
1. "Love Kills" (Mercury/Moroder) - 4:28

Disc 3 (I Was Born to Love You)
1. "I Was Born to Love You" - 3:39
2. "Stop All the Fighting" - 3:18

Disc 4 (Made in Heaven)
1. "Made in Heaven" (singleversie) - 4:08
2. "She Blows Hot and Cold" - 3:39

Disc 5 (Living on My Own)
1. "Living on My Own" (singleversie) - 3:05
2. "My Love Is Dangerous" - 3:39

Disc 6 (Love Me Like There's No Tomorrow)
1. "Love Me Like There's No Tomorrow" - 3:46
2. "Let's Turn It On" - 3:42

Disc 7 (Time)
1. "Time" (Clark/Daniels) - 4:01
2. "Time (Instrumental)" (Clark/Daniels) - 3:22

Disc 8 (The Great Pretender)
1. "The Great Pretender" (Ram) - 3:25
2. "Exercises in Free Love (Freddie Vocal)" (Mercury/Moran) - 3:59

Disc 9 (Barcelona)
1. "Barcelona" (singleversie) (Mercury/Moran) - 4:25
2. "Exercises in Free Love (Montserrat Vocal)" (Mercury/Moran) - 4:04

Disc 10 (The Golden Boy)
1. "The Golden Boy" (singleversie) (Mercury/Moran/Rice) - 5:14
2. "The Fallen Priest (B-Side Edit)" (Mercury/Moran/Rice) - 2:55

Disc 11 (How Can I Go On)
1. "How Can I Go On" (singleversie) (Mercury/Moran) - 4:02
2. "Overture Piccante" (Mercury/Moran) - 6:40

Disc 12 (In My Defence)
1. "In My Defence" (Clark/Soames/Daniels) - 3:54
2. "Love Kills (Wolf Euro Mix)" (Mercury/Moroder) - 3:27

Disc 13 (Living on My Own (No More Brothers Remix))
1. "Living on My Own (No More Brothers Remix)" - 3:40
2. "Living on My Own (Julian Raymond Album Mix)" - 3:37